# Chrysops virgulatus
Chrysops virgulatus is een vliegensoort uit de familie van de dazen (Tabanidae). De wetenschappelijke naam van de soort is voor het eerst geldig gepubliceerd in 1859 door Bellardi.